# Зенишко-добойски кантон
Зенишко-добойски кантон (на босненски: Zeničko-dobojski kanton; на хърватски: Zeničko-dobojska županija; на сръбски: Зеничко-добојски кантон или Zeničko-dobojski kanton) е един от 10-те кантона на Федерация Босна и Херцеговина, Босна и Херцеговина. Намира се в Централна Босна и има население от 364 433 души (по преброяване от октомври 2013 г.), главно бошняци. Главен град на кантона е Зеница.